# شیناگاوا یاجیرو
شیناگاوا یاجیرو؛ ۲۰ نوامبر ۱۸۴۳ – ۲۶ فوریهٔ ۱۹۰۰) سیاستمدار، وزیر اهل ژاپن بود.
وی همچنین برندهٔ جوایزی همچون نشان بزرگ درجه یک خورشید تابان شده است.

## بیوگرافی
شیناگاوا در هاگی، در قلمرو سابق چوشو (استان یاماگوچی فعلی) متولد شد. پدرش یک آشیگارو یا سرباز پیاده نظام رده پایین در خدمت خاندان موری بود. در دوره باکوماتسو، او در آکادمی شوکا سونجوکو یوشیدا شوین شرکت کرد و از حامیان پرشور جنبش سوننو جوئی بود.